# Total Bellas
Total Bellas war eine US-amerikanische Reality-TV-Serie. Sie ist ein Spin-off zur Serie Total Divas und erschien erstmals am 5. Oktober 2016 auf E! Entertainment Television. Die Serie zeigt Szenen aus dem Leben der beiden Zwillingsschwestern Brie und Nikki Bella, also dem erfolgreichen weiblichen Tag-Team The Bella Twins, sowie ihren Lebenspartnern Daniel Bryan beziehungsweise John Cena. Die Serie ist außerdem auf dem WWE Network und Hulu zu sehen.

## Hintergrund
Nach dem großen Erfolg von Total Divas kündigte E! Entertainment Television ein Spin-off an, die sich auf das Leben der Bella Twins, Nikki und Brie Bella sowie ihrer Familie konzentrieren sollte. Die erste Staffel wurde gefilmt, als Brie Bella und ihr Partner Daniel Bryan bei Nikki Bella und John Cena in Tampa, Florida einzogen. Kurz vorher wurde Nikki am Genick operiert und die beiden wollten sie unterstützen. In der ersten Staffel waren außerdem Mutter Kathy Colace mit ihrem neuen Ehemann John Laurinaitis sowie Bruder JJ und dessen Frau Lauren zu sehen.
Am 16. November 2016 wurde von E! eine zweite Staffel bekanntgegeben, die in Phoenix, Arizona gedreht wurde. Diesmal zogen Cena und Nikki Bella bei Brie und Daniel Bryan ein, um Brie durch ihre Schwangerschaft zu helfen. Zweites Thema waren Daniel Bryans Reisen als neuer „General Manager“ bei WWE SmackDown.
Die zweite Staffel hatte ihre Premiere am 6. September 2017.

## Episodenliste
Staffel 1
| Nr. (ges.) | Nr. (St.) | Originaltitel           | Erstausstrahlung USA | Zuschauer |
| --- | --------- | ----------------------- | -------------------- | --------- |
| 1 | 1         | The Cena House Rules    | 5. Okt. 2016         | 0,63 Mio. |
| Brie und Bryan ziehen zu John Cena, um sich um Nicole zu kümmern, die gerade eine Operation hinter sich hat. Johns Hausregeln machen allen das Leben schwer.                                                                       |           |                         |                      |           |
| 2 | 2         | Quickie Fix             | 12. Okt. 2016        | 0,75 Mio. |
| Brie und Brian haben auf Grund einer Sexflaute Beziehungsprobleme. Nicole versucht ihnen zu helfen. Währenddessen erzählt John Laurinaitis von seinem geplanten Ehevertrag mit Kathy, was zu einigen Spannungen führt.             |           |                         |                      |           |
| 3 | 3         | Who’s the Boss?         | 19. Okt. 2016        | 0,62 Mio. |
| Nicole versucht Bryan zu helfen, das Leben nach seinem aktiven Rücktritt aus dem Ring zu planen. Währenddessen fühlt sich JJ von seiner Mutter nicht ausreichend gewürdigt und fasst Pläne, aus dem Familiengeschäft auszusteigen. |           |                         |                      |           |
| 4 | 4         | Bryan’'s Breaking Point | 26. Okt. 2016        | 0,63 Mio. |
| Bryan und Nicole geraten aufgrund unterschiedlicher Zukunftsvorstellungen in Streit. Außerdem gehen Brie, Nicole, J.J., Kathy und Lauren auf einen Junggesellinnenabschied nach Naples, Florida.                                   |           |                         |                      |           |
| 5 | 5         | Bella Family Secrets    | 2. Nov. 2016         | 0,53 Mio. |
| Nicole hinterfragt, ob Brie wirklich Bryan über ihre Karriere stellen soll. Außerdem kommen einige unangenehme Dinge ans Licht. |           |                         |                      |           |
| 6 | 6         | Wedding Mania           | 9. Nov. 2016         | 0,66 Mio. |
| Bei der Hochzeit von Kathy und Johnny kochen die Emotionen über. Währenddessen bereitet sich Brie auf ihr Retirement-Match bei Wrestlemania vor, während Bryans geistige Gesundheit in Frage gestellt wird.                        |           |                         |                      |           |

Staffel 2
| Nr. (ges.) | Nr. (St.) | Originaltitel      | Erstausstrahlung USA | Zuschauer |
| --- | --------- | ------------------ | -------------------- | --------- |
| 7 | 1         | A Desert Dilemma   | 6. Sep. 2017         | 0,68 Mio. |
| Eine Entscheidung, die die ganze Familie betrifft, liegt in den Händen von Nicole und John. J.J. und Lauren benötigen etwas Zeit auseinander. Brie lässt Nacktfotos von sich anfertigen, womit Bryan sich nicht wohlfühlt.                                     |           |                    |                      |           |
| 8 | 2         | Marital Mayhem     | 13. Sep. 2016        | 0,55 Mio. |
| Nicole hat Bedenken, dass sich J.J. John anvertraut, dass er Eheprobleme hat.Kathy verdächtig Nicole fremd zu gehen und Brie versucht Bryan zu zeigen, was man bei einer geburt fühlt.                                                                         |           |                    |                      |           |
| 9 | 3         | Who’s Your Mama?   | 20. Sep. 2016        | 0,57 Mio. |
| Lauren und J.J. versuchen ihre Eheprobleme zu lösen. Bryan und Brie geraten über ihren Hochzeitstisch in Streit, so dass Bryan nicht an der Babyparty teilnimmt. Nicole versucht ihre Einsamkeit zu überspielen, indem sie sich um ihren Hund Winston kümmert. |           |                    |                      |           |
| 10 | 4         | Power Struggle     | 27. Sep. 2017        | 0,56 Mio. |
| Nicole und John haben zum ersten Mal eine gemeinsame Storyline und arbeiten daran. Kathys Sexleben überrascht ihre Kinder. Außerdem kommt es zu einer gerichtlichen Auseinandersetzung.                                                                        |           |                    |                      |           |
| 11 | 5         | Wine About It      | 4. Okt. 2017         | 0,55 Mio. |
| Der neue Bella-Wein erscheint. Bryan streitet mit Brie, weil diese ihn trotz ihrer Schwangerschaft probiert. J.J. verletzt Nicole und Kathy hat einen Zusammenbruch.                                                                                           |           |                    |                      |           |
| 12 | 6         | The Wrong Move     | 11. Okt. 2017        | 0,55 Mio. |
| Das Ergebnis eines DNA-Tests von Bryan schockt die Familie. J.J. versucht mehr Follower im Social Media zu bekommen. Nicoles Wrestlemania-Match mit John Cena steht auf dem Spiel, weil Nicole Angst vor Verletzungen hat.                                     |           |                    |                      |           |
| 13 | 7         | Countdown to Mania | 18. Okt. 2017        | 0,56 Mio. |
| Nicole bereitet sich auf ihr Match bei Wrestlemania vor. J.J. versucht sein Eheversprechen mit Lauren zu erneuern. Brie und Bryan bereiten sich auf die Geburt ihrer Tochter vor.                                                                              |           |                    |                      |           |
| 14 | 8         | Bella-Mania        | 25. Okt. 2017        | 0,61 Mio. |
| Nicole bekommt eine große Überraschung von John. Brie bringt ihre Tochter zur Welt, jedoch nicht ohne Komplikationen. |           |                    |                      |           |

## Preise und Nominierungen
| Jahr | Preis              | Kategorie                | Nominiert       | Ergebnis  | ref    |
| ---- | ------------------ | ------------------------ | --------------- | --------- | ------ |
| 2016 | Teen Choice Awards | Choice Female Athlete    | The Bella Twins | Gewonnen  | [ 18 ] |
| 2017 | Teen Choice Awards | Choice TV Female Athlete | The Bella Twins | Nominiert | [ 19 ] |
| 2017 | Teen Choice Awards | Best Reality Show        | Total Bellas    | Nominiert | [ 20 ] |